# Joe Santos
Joe Santos, nacido como Joseph John Minieri, Jr. (9 de junio de 1931 - 18 de marzo de 2016), fue un actor de cine y televisión estadounidense. Nació en El Bronx, Nueva York.
Santos sufrió un ataque al corazón el 14 de marzo de 2016, según su hijo. Murió cuatro días después en Santa Mónica, California, a la edad de 84 años.

## Filmografía

### Cine
- The Panic in Needle Park (1971): Detective DiBono
- Shaft vuelve a Harlem (1972): Pascal
- Blade (1973): Spinelli
- The Friends of Eddie Coyle (1973): Artie Van
- Blue Thunder (1983): Montoya
- Revenge (1990): Ibarra
- The Last Boy Scout (1991): Teniente Benjamin Bessalo
- Mo' Money (1992): Raymond Walsh
- Trial by Jury (1994): Johnny Verona
- The Postman (1997) : Coronel Getty
- Proximity (2001): Clive Plummer
- Chronicle (2015): Issac Sr.

### Televisión
- Police Story (1973): Sally Pickel
- The Rockford Files (1974–1980): Sargento Becker
- The Match Game (1978-1980): como él mismo
- Kung Fu (1974): Señor Sanjero
- Baretta (1975): George Marcos
- Remington Steele (1984): Alf Nussman
- Hardcastle and McCormick (1985–1986): Frank Harper
- MacGyver (1986–1987): Jimmy 'The Eraser' Kendall (dos episodios)
- Magnum, P.I. (1986–1988): Teniente Nolan (cinco episodios)
- Miami Vice (1988): Oscar Carrere (un episodio)
- NYPD Blue (1993): Angelo Marino (dos episodios)
- The Sopranos (2004): Consigliere Angelo Garepe (siete episodios)